# مسجد موسى خان
مسجد موسى خان، هو مسجد تاريخي من العصر المغولي يقع في الجزء الجنوبي من عاصمة البلاد دكا، في بنغلاديش.

## التاريخ
تم بناء المسجد في القرن الثامن عشر ويحمل معالم تاريخية مهمة وتم تسميته على إسم ابن أحد أبرز سكان البنغال في العصور الوسطى موسى خان.
يقع المسجد ذو القباب الثلاثة حاليًا في حرم جامعة دكا، بجوار قاعة شهيد الله وخلف قاعة كرزون. يتعرض المسجد الآن لتهديد كبير بسبب مشروع مترو الأنفاق التابع لحكومة بنغلاديش، من بين 75 مبنى ذو أهمية تاريخية تعرضت للتهديد بسبب المشروع.

## الوصف

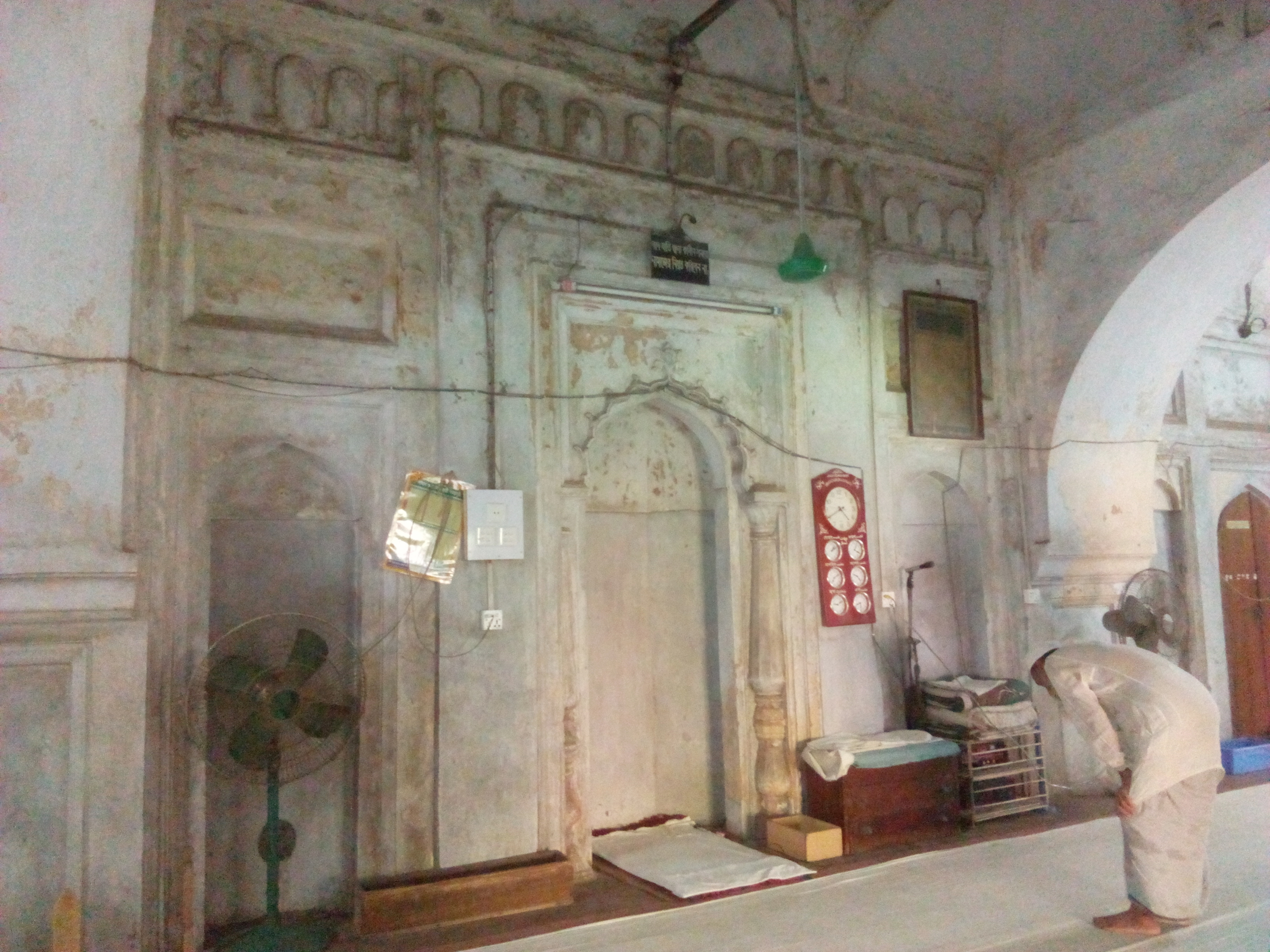
المسجد من الداخل

للمسجد ثلاث قباب وهو مبني على منصة مقببة يبلغ ارتفاعها حوالي 3 أمتار. يتراوح عرض المنصة من 17 مترًا إلى 14 مترًا. يوجد أسفل المنصة سلسلة من الغرف التي تعرضت الآن لأضرار بالغة.